# Víctor Polay Campos
Víctor Polay Campos (Callao, 6 de abril de 1951), también conocido como "Camarada Rolando", es un terrorista peruano con experiencia política, fundador y líder del Movimiento Revolucionario Túpac Amaru (MRTA), con vínculos con el narcotráfico y presidente honorario de la Coordinadora Continental Bolivariana.

## Biografía
Es hijo de Víctor Polay Risco, miembro fundador del Partido Aprista Peruano y masón, y de Otilia Campos Bárcena, militante aprista. Su abuelo, Po Leysen, era un culí chino que llegó a trabajar a las plantaciones de caña de azúcar de Trujillo. Realizó su educación primaria en el colegio San Antonio Marianista del Callao. Cuando cursaba el 5° de primaria, se hizo monaguillo y quiso ser seminarista, lo que hizo que sus padres lo sacaran del colegio marianista y lo llevaran a la Gran Unidad Escolar 2 de Mayo del Callao, donde cursó la secundaria. A los 7 años fue parte de Chicos Apristas Peruanos (CHAP), un organismo parte del APRA al que fue inscrito por sus padres en medio de la celebración por la liberación de Alfredo Tello y Héctor Pretell, quienes habían sido acusados de participar en el asesinato de Francisco Graña Garland.
Durante sus 5 años de secundaria fue miembro del Grupo Scout Callao No 3 “David Livingstone”. Llegó a ser un destacado scout y jefe de la Patrulla Lobos como lo señaló su compañero en el mismo grupo scout, Marco Miyashiro (exjefe de la DIRCOTE) en el programa de Jaime de Althaus del Canal N. En sus últimos años de secundaria, fue parte de la Asociación de Periodistas Escolares del Callao (APEC), una asociación de izquierda, además conocería al padre Alejandro Cussianovich, quien sería su asesor.

### Actividad política
Perteneció a las juventudes del APRA. En 1967 ingresó a la recién creada Universidad Nacional Técnica del Callao (UNATEC). Fue elegido por la lista de estudiante apristas, como secretario general del Centro Federado de Ingeniería Mecánica, Industrial y Naval. En 1968 fue miembro de la dirección Nacional del Comando Universitario Aprista (CUA).
En marzo de 1969, junto a José Carrasco Távara (posterior ministro de Energía y Minas) fue enviado por el APRA a un seminario para dirigentes jóvenes y medios de izquierda en Costa Rica, organizado por la Fundación alemana Friedrich Ebert y el Centro de Estudios Democráticos de América Latina (CEDAL) dirigido por Luis Alberto Monge, posteriormente presidente de Costa Rica.
En 1969 se incorporó al Buró de Conjunciones del APRA (organismo de jóvenes que trabajaban en forma cotidiana y directamente con Víctor Raúl Haya de la Torre) junto con Alan García, Carlos Roca, César Vega Vega, Carlos Rivas Dávila, José Luis Pérez Sánchez-Cerro, Julián Alzamora, Alberto Valdivia, entre otros.
En 1972 fue detenido algunos meses en la prisión de Lurigancho, acusado en el fuero policial por desarrollar acciones subversivas contra el gobierno militar de Juan Velasco Alvarado haciendo uso de dinamita en Ica y Lima. En ese tiempo, Polay Campos tomaría contacto con líderes y militantes del Movimiento de Izquierda Revolucionaria (MIR) y otros de izquierda. En su proceso judicial estuvo comprendido el mismo Víctor Raúl Haya de la Torre. Al salir en libertad, viajó en septiembre a España para estudiar sociología en la Universidad Complutense de Madrid, donde compartiría un departamento con Alan García e iría a trabajar junto a él a Ginebra por tres meses en 1973. Durante su estancia en Europa, abandona la militancia aprista. De esta forma, en Ginebra se pone en contacto con Carlos Pongo quien lo contacta en París con Máximo Castro, miembro del Comité Central del MIR, además forma un grupo para estudiar El Capital de Karl Marx.
En aquel año 1973 ingresa a la Universidad de París donde estudia sociología y economía política. Allí conocería a Jaime Castillo Petruzzi (militante del MIR chileno y guardia de Salvador Allende entrenado en Cuba), además de formar y ser secretario de la Asociación de Estudiantes Latinoamericanos en Francia (AELAF).  A mediados de 1975 regresa al Perú y viaja a Argentina enviado por el MIR para que participe de la experiencia de la Junta de Coordinación Revolucionaria (JCR) formado por el ERP de Argentina, los Tupamaros de Uruguay, el MIR de Chile y el ELN de Bolivia. 
En 1976 regresó a Francia donde continua sus estudios y obtiene la licenciatura de Economía Política. Luego se uniría a las filas subversivas del PRT-ERP argentino a las órdenes de Mario Roberto Santucho, esto como parte de su participación dentro de la JCR. En 1978 participó en el  XI Festival Mundial de la Juventud de Cuba y también en ese año regresó al Perú decidido a continuar la obra de Luis de la Puente Uceda, líder del Movimiento de Izquierda Revolucionaria, un grupo subversivo peruano que actuó en la década de 1960. De esta forma, en 1978 es incorporado al CEN del MIR-El Militante. Participó en las discusiones que decidió la unión del MIR-El Militante (MIR-EM) con la Unidad Democrático Popular (UDP). En las elecciones de 1980, participó en la formación del Frente Revolucionario Antiimperialista por el Socialismo (FRAS). De dicha experiencia, Polay Campos tomó contacto con miembros del Partido Socialista Revolucionario (Marxista-Leninista) (PSR-ML), participando en la Alianza Revolucionaria de Izquierda (ARI). En junio de 1980, Polay Campos participó en la conferencia que unió al MIR-EM y al PSR-ML.

### Actividad terrorista
En 1980 participó en la fundación de Izquierda Unida, siendo Polay Campos parte de su Consejo Directivo. También fue miembro del Consejo Ejecutivo Nacional de la Unidad Democrática Popular (UDP). Participó en estas organizaciones hasta el año 1982, año donde funda el Movimiento Revolucionario Túpac Amaru. Luego participó el 31 de mayo de 1982 en la primera acción violenta del MRTA, el asalto a un banco en el distrito limeño de La Victoria. Debido al accionar de los emerretistas y que habían recibido un aviso de que estaban comprometiendo al UDP, decidió impulsar Pueblo en Marcha, que terminó fundándose en 1985 bajo el liderazgo de Luis Ottivo. En 1983, Polay Campos viajó a Libia, gobernada por Gadafi, donde entró en contacto con Jaime Bateman, líder del Movimiento 19 de abril (M-19) de Colombia. A partir de 1984, el MRTA, liderado por Polay Campos, iniciaría su escalada terrorista  (véase: acciones terroristas del MRTA). En 1986 viajó a Colombia a recibir entrenamiento subversivo en el Batallón América. En 1987 dirigió la campaña “Túpac Amaru Libertados” que culmina con la toma de la ciudad de Juanjui, durante el Frente Nororiental del MRTA. 
El 3 de febrero de 1989 cayó detenido en el Hotel de Turistas de Huancayo junto a su pareja Rosa Luz Padilla en una operación comandada por Miguel Amoretti Alvino, esto cuando se encontraba estableciendo el Frente Central del MRTA en el departamento de Junín. El 9 de julio de 1990 protagonizó una fuga del Penal Miguel Castro Castro  junto a 47 de sus compañeros emerretistas a través de un túnel. Para 1990, el MRTA se dividió en dos facciones, la primera que optaba por dejar la lucha armada debido al contexto internacional y la segunda, liderada por Polay Campos, que optaba por seguir la violencia y la lucha armada si Alberto Fujimori no reconocía al MRTA como "fuerza beligerante". Como parte de esto, Polay Campos dispuso el reforzamiento del Frente Nororiental, el del Oriente y el Central; y la apertura de los Frentes Norte y Sur para "avanzar en cuanto a constitución de fuerzas militares más regulares que permitieran dar golpes más contundentes [...] para que sea inevitable conversar con el MRTA". Como consecuencia, las acciones del MRTA se incrementaron. Además, tras imponerse ante el MIR-EM y el MIR-VR, Polay Campos, encabezando los cuadros del MRTA, impulsó los lazos de los subversivos con el narcotráfico. Ante el rumor que se propagó que el MRTA entregaría las armas, Polay Campos, a través del periódico Cambio, lanzó un comunicado en octubre de 1990 desmintiendo tal afirmación. Sin embargo, el delicado contexto internacional (con el derrumbe del muro de Berlín y la desintegración de la URSS), obligó a los líderes del MRTA, entre ellos Polay Campos y Hugo Avellaneda, a viajar a países de América Latina y Europa para obtener respaldo mediático y político buscando "aislar al gobierno de Fujimori y por otra parte reconocer al MRTA como una fuerza beligerante". Polay Campos se reuniría con el nicaragüense Tomás Borge (del FSLN), el salvadoreño Salvador Samoyoa (del FMLN), el colombiano Antonio Navarro Wolf (del M-19) y con diversos contactos dentro del gobierno mexicano. También se reuniría con Yehude Simon.
Tras regresar de Europa, el 9 de junio de 1992 es recapturado en el distrito de San Borja y recluido en el Penal de Yanamayo. Al ser presentado ante la prensa, tras su captura, Polay Campos dijo que: "No me arrepiento de nada".

### Postrimerías
En 1993 fue condenado a cadena perpetua por un tribunal sin rostro y recluido en la Base Naval del Callao. En el traslado de Yanamayo al Callao, Fujimori le dijo a Polay que lo iba a aventar del transporte aéreo que lo trasladaba, hecho que hizo que Polay se orinara encima. En 1997, el Comité de Derechos Humanos de la ONU, tras la denuncia de Rosa Espinoza de Polay, determinó que las circunstancias de su juicio y detención violaron los artículos 7, 10 y 14 del Pacto Internacional de Derechos Civiles y Políticos (ICCPR). En el VIII Encuentro del Foro de Sao Paulo se inició una campaña exigiendo la libertad de Polay Campos y terroristas allegados. A fines de 2001 el Tribunal Constitucional anuló la sentencia por traición a la patria.
Antes de dictarse sentencia en el nuevo juicio que se le realizó, el partido Patria Libre lanzó su candidatura presidencial en el año 2005. Luego de llevarse a juicio por la Sala Nacional Antiterrorista, el 22 de marzo de 2006 fue declarado culpable por un tribunal peruano por cerca de 30 delitos cometidos durante fines del decenio de 1980 y principios de 1990, y sentenciado a 32 años de prisión. Dos años después fueron aumentados a 35 años. Cumple sentencia en la Base Naval del Callao, donde compartía reclusión con el fallecido Abimael Guzmán, líder de Sendero Luminoso, y Vladimiro Montesinos, exjefe del SIN.
La Coordinadora Continental Bolivariana (CCB) lo nombró como su "presidente honorario".
En 2013 le fue concedido un permiso de 30 minutos por el INPE para poder asistir al funeral de su madre, que fue asesinada en un intento de robo. Dos años después fue operado de emergencia en el Hospital Naval por un coagulo en el cerebro. A pesar de los rumores que saldría libre el 3 de enero del 2023 se confirmó que cumple su condena el 2026. En septiembre de 2023, se le formalizó investigación por los delitos de terrorismo y homicidio calificado en el caso de la masacre de Tarapoto.

## Publicaciones
- Revolución en los andes: un balance del MRTA (2019)[46]